# اکثریت اخلاقی

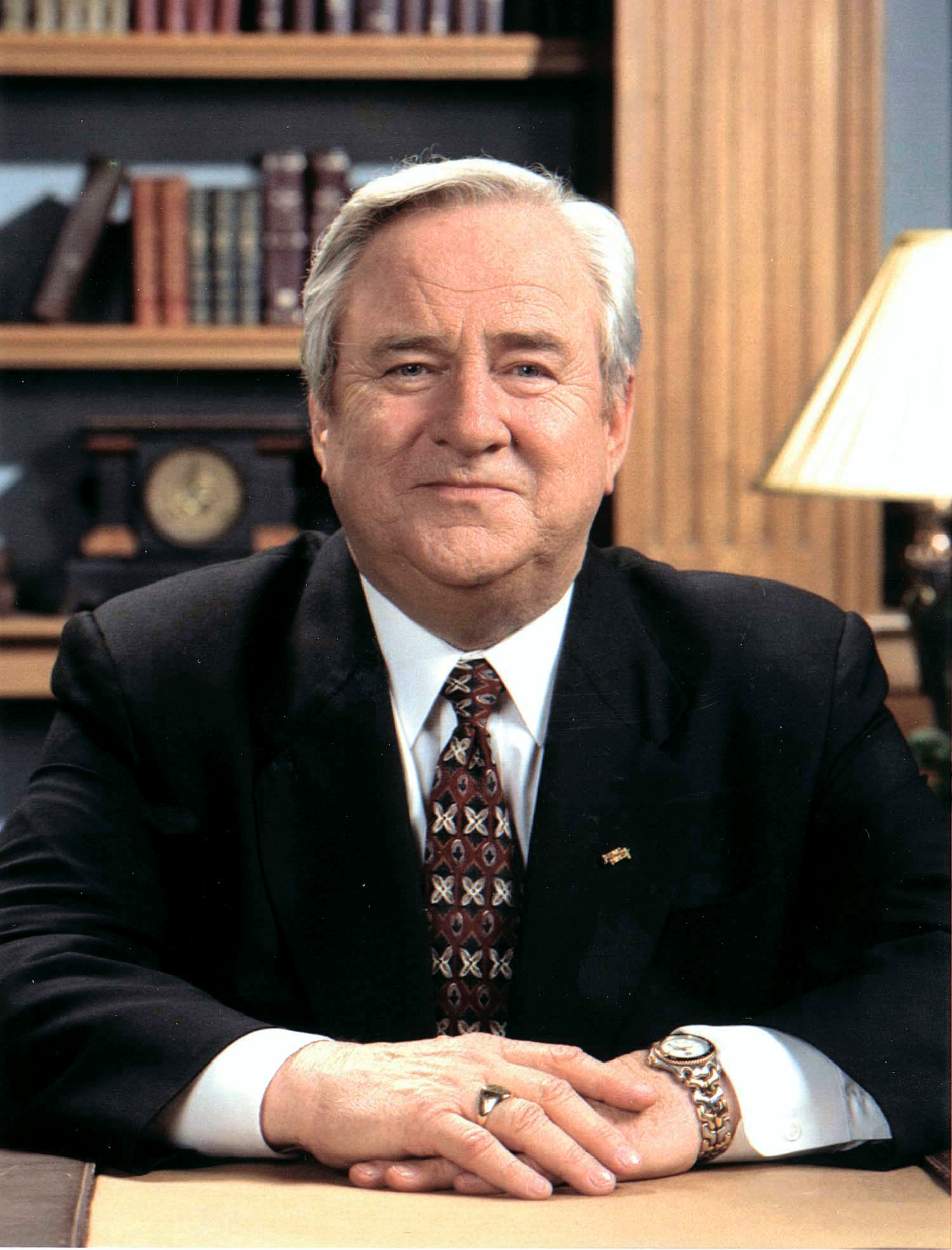
جری فالول سینیور، که بنیانگذاری اکثریت اخلاقی توسط او گامی اساسی در شکل‌گیری راست مسیحی جدید بود

اکثریت اخلاقی یک سازمان سیاسی برجسته آمریکایی بود که با جناح راست مسیحی و حزب جمهوری‌خواه در ارتباط بود. در سال ۱۹۷۹ توسط کاهن بپتیست جری فالول سینیور و همکارانش تأسیس شد و در اواخر دهه ۱۹۸۰ منحل شد. این سازمان نقشی اساسی در بسیج مسیحیان محافظه کار به عنوان یک نیروی سیاسی و به ویژه در پیروزی‌های ریاست جمهوری جمهوری‌خواه در سراسر دهه ۱۹۸۰ داشت.

## اهداف و ترکیب سازمانی
اکثریت اخلاقی تلاش کرد تا آمریکایی‌های محافظه کار را برای فعالیت سیاسی در موضوعاتی که فکر می‌کرد مهم است، بسیج کند. از روشهای مختلفی برای جلب حمایت استفاده شد. این تاکتیک‌ها شامل کارزارهای پست مستقیم، خطوط تلفنی، تجمعات و پخش تلویزیونی مذهبی بود. گرچه اکثریت اخلاقی فقط یک دهه فعالیت کرد، اما به سرعت به یک نیروی سیاسی مشهود تبدیل شد و در اهداف بسیج خود به نسبت مؤثر بود. طبق گفته‌های رابرت لیبمن و رابرت ووتنوو، توضیحات رایج در مورد این موفقیت عبارتند از:
- اکثریت اخلاقی با پشتوانه مالی قوی که از قبل برقرار بود، تأسیس شد.
- رهبران این سازمان به‌طور مکرر با رای‌دهندگان آن ارتباط برقرار می‌کردند، و پیام‌های سازگار را قادر می‌ساختند تا در تمام سطوح پذیرفتنی شوند.
- رهبران آن عموماً تجربه قبلی سازمانی و مدیریتی را داشتند.
- عموم مردم پذیرای موضوعاتی که اکثریت اخلاقی بر آنها تأکید می‌کردند، بودند.

برخی از مواردی که اکثریت اخلاقی برای آنها تبلیغ می‌کرد شامل موارد زیر بود:
- ترویج ارزشهای سنتی خانواده
- مخالفت با رسانه‌های متهم به پیشبرد یک برنامه ضد خانواده
- مخالفت با متمم حقوق برابر و مذاکرات محدود کردن سلاح‌های استراتژیک
- مخالفت با به رسمیت شناختن یا پذیرش اعمال همجنس گرایانه توسط دولت
- ممنوعیت سقط جنین، از جمله در موارد مربوط به محارم یا تجاوز جنسی[۴]
- پشتیبانی از نیایش مسیحی در مدارس
- تبلیغ مجدد به یهودیان و سایر غیر مسیحیان برای گرویدن به مسیحیت

### دستور کار اجتماعی
اکثریت اخلاقی به‌طور موفقیت‌آمیزی با ارائه یکجای مسائل گوناگونی که قبلاً جداگانه تحت پرچم «ارزش‌های سنتی خانواده» برای اکثر مسیحیان محافظه کار جذابیت داشت کارزاری برای ایجاد یک پلت فرم اجتماعی یکپارچه انجام داد. اکثریت اخلاقی موضوعاتی مانند سقط جنین، طلاق، فمینیسم، حقوق همجنسگرایان مرد و زن و اصلاحیه حقوق برابر را به عنوان حمله به مفهوم و ارزشهای سنتی خانواده‌های آمریکایی به تصویر کشید و از نوعی احساس زوال اخلاقی جامعه که مورد توجه بسیاری از مسیحیان انجیلیقرار داشت استفاده کرد. آنها همچنین برای گنجاندن نیایش در مدارس و مشوق‌های مالیاتی برای زوج‌های متأهل به عنوان محافظت از ساختار سنتی خانواده مبارزه کردند. تحت این برنامه طرفدار خانواده، آنها پایگاه بزرگی از طرفداران را با گفتگوی مسئله محور بسیج کردند که در شبکه واعظان و نامه‌های پستی خود آن را گسترش دادند.

## افراد برجسته جنبش
- اد دابسن
- جری فالول سینیور (بنیانگذار)
- رابرت گرانت
- جسی هلمز
- د. جیمز کندی
- بورلی لاهای
- تیم LaHaye
- ترنت لات
- جری پروو
- جودیت ریسمان
- پت رابرتسون
- جیمز روبیسون
- چارلز استنلی
- کال توماس
- ریچارد ویگوئری
- جورج والاس
- پل ویرچ